# Berlins senat
Berlins senat (tysk: Senat von Berlin) er den tyske delstat Berlins regering, der ledes af den regerende borgmester og otte øvrige medlemmer, benævnt senatorer. 
Senatorerne har ministerporteføljer ligesom ministrene i de øvrige tyske delstater. To af dem fungerer desuden som stedfortræder for den regerende borgmester – de har derfor titlen borgmester. Senatorerne er øverste leder af byens otte senatsforvaltninger og er som sådan at sammenligne med ministrene i landets øvrige delstater.
Senatet blev dannet, da byens genforening i 1989 gjorde, at byen også politisk blev samlet. Byens øverste politiske leder, borgmesteren kom til at hedde 'regerende borgmester' (Regierender Bürgermeister), ligesom i det tidligere Vestberlin. I Østberlin hed borgmesteren formelt 'overborgmester i DDR's hovedstad' (Oberbürgermeister der Hauptstadt der DDR). Rotes Rathaus var dengang sæde for Østberlins magistrat, mens Vestberlins senat havde sæde i Rathaus Schöneberg. I 1991 flyttede den samlede statsforvaltning ind i Rotes Rathaus.

## Senatet Klaus Wowereit III (fra23. november2006til 24. november 2011)
- Regerende borgmester Klaus Wowereit (SPD)
- Borgmester og senator for erhverv, teknologi og forskning Harald Wolf (Die Linke)
- Borgmester og senator for byudvikling Ingeborg Junge-Reyer (SPD)
- Senator for uddannelse, videnskab og forskning Jürgen Zöllner (SPD)
- Finanssenator Ulrich Nußbaum (SPD)
- Senator for sundhed, miljø og forbrugerbeskyttelse Katrin Lompscher (Die Linke)
- Indenrigs- og sportssenator Ehrhart Körting (SPD)
- Senator for integration, arbejdsmarked og sociale forhold Carola Bluhm (Die Linke)
- Justitssenator Gisela von der Aue (SPD)